# 克里斯蒂安·迈尔 (高山滑雪运动员)
克里斯蒂安·迈尔（德語：Christian Mayer，1972年1月10日—），奥地利男子高山滑雪运动员。他曾代表奥地利参加1992年、1994年和1998年冬季奥林匹克运动会高山滑雪比赛，共获得二枚铜牌。